# Luigi II di Blois-Châtillon
Luigi di Blois-Châtillon in francese: Louis II de Blois-Châtillon (... – 1372) fu Conte di Blois di Dunois e di Soissons, Signore d'Avesnes, di Chimay, di Guise e di Nouvion dal 1346 fino alla sua morte.

## Origine
Luigi, secondo sia il Dictionnaire de la noblesse che la Histoire de la maison de Chastillon-sur-Marne, era il figlio primogenito del Conte di Blois di Dunois e di Soissons e Signore d'Avesnes, di Chimay, di Guise, di Nouvion, Luigi I di Blois-Châtillon e di Giovanna di Beaumont, che, era l'unica figlia ed erede di Giovanni, conte di Beaumont (figlio del Conte di Hainaut e conte d'Olanda e di Zelanda, Giovanni I di Hainaut e della moglie Adelaide d'Olanda) e della contessa di Soissons, Marguerite di Nesle.
Luigi I di Blois-Châtillon, secondo sia il Dictionnaire de la noblesse che la Histoire de la maison de Chastillon-sur-Marne, era il figlio primogenito del Conte di Blois e di Dunois e Signore d'Avesnes, di Trélon, di Guise, Guido I di Blois-Châtillon e di Margherita di Valois, che, secondo il Chronicon Guillelmi de Nangiaco, era figlia del conte di Valois, Conte di Angiò e del Maine, conte d'Alençon e conte di Chartres, Carlo di Valois, e della prima moglie, la Contessa di Angiò e del Maine, Margherita (citata col nome della seconda moglie), figlia secondogenita (prima femmina) di Carlo II d'Angiò, detto lo Zoppo, principe di Salerno e futuro conte d'Angiò e del Maine, conte di Provenza e Forcalquier, re di Napoli e re titolare di Sicilia, principe di Taranto, re d'Albania, principe d'Acaia e re titolare di Gerusalemme, e di Maria d'Ungheria (1257 ca. – 25 marzo 1323).

## Biografia
Nel corso della guerra dei cent'anni, suo padre, Luigi I fu al servizio dello zio, il re di Francia, Filippo VI di Valois e fu presente alla Battaglia di Crécy, dove i francesi subirono una dura sconfitta.

Luigi I, morì a Crécy, nel corso della battaglia, dove si batté con onore, fu inumato all'Abbaye de la Guiche, Coulanges (Loir-et-Cher).
Gli succedette Luigi, figlio primogenito, come Luigi II, con la reggenza della madre, Giovanna di Beaumont.
Sua madre, verso il 1348, si sposò, in seconde nozze, col marchese di Namur, Guglielmo I, che divenne reggente della contea, assieme alla madre, Giovanna. Quando la madre morì, nel 1350, a causa della peste, la reggenza fu contesa tra lo zio paterno di Luigi, il duca di Bretagna, Carlo di Blois, ed il nonno materno, Giovanni, conte di Beaumont, che nel 1351, trovarono un accordo.
Luigi, nel corso della Guerra dei cent'anni, sostenne il nuovo re di Francia, Giovanni II il Buono; quando, per poter far rilasciare dalla prigionia inglese il re Giovanni II, nel 1361, si dovettero inviare a Londra diversi nobili in ostaggio, Luigi inviò il suo fratello minore, Guido.
Luigi morì nel 1372 e fu sepolto nella chiesa di San Salvatore, nel castello di Blois, e, secondo l'accordo preso coi fratelli, se fosse morto senza eredi, Blois e Avesnes andarono al secondogenito, Giovanni, mentre le altre signorie andarono al terzogenito, Guido.

## Discendenza
Luigi non prese moglie e di lui non si conosce alcuna discendenza

### Fonti primarie
- (LA)  Chronologia Johannes de Bek.
- (LA)  Recueil des historiens des Gaules et de la France. Tome 20.

### Letteratura storiografica
- (FR)  Dictionnaire de la noblesse.
- (FR)  Histoire de la maison de Chastillon-sur-Marne.